# Melodorum scortechinii
Melodorum scortechinii är en kirimojaväxtart som först beskrevs av George King, och fick sitt nu gällande namn av Achille Eugène Finet och François Gagnepain. Melodorum scortechinii ingår i släktet Melodorum och familjen kirimojaväxter. Inga underarter finns listade i Catalogue of Life.